# Dila (Etiopia)
Dila – miasto w Etiopii, w stanie Jedebub Byhierocz, Byhiereseboczynna Hyzbocz. Według danych szacunkowych na rok 2015 liczy 112 900 mieszkańców.